# Miskolci Galéria
A Miskolci Galéria 1967-ben jött létre, a Városi Képtár és a Diósgyőri Vármúzeum egyesülése révén. A Miskolci Galéria volt a vidék első kiállítási intézménye. Feladata a kortárs képzőművészeti alkotások gyűjtése és bemutatása, emellett jelentős közművelődési színtér is. Rendszeresen visszatérő rendezvényei az Országos grafikai biennálé és a Miskolci téli tárlat, de emellett évente 8–10 időszakos kiállításnak is helyet adnak. A Miskolci Galéria 2013 augusztusától a Herman Ottó Múzeum tagintézménye. Postacíme: Rákóczi Ferenc utca 2., de lényegében a Széchenyi István utcán helyezkedik el.
A Galéria létrehozásának egyik legfontosabb mozgatója az Országos grafikai biennálék 1961-es elindulása volt. A kiállítássorozatot addig – megfelelő kiállítóhely hiányában – a Miskolci Nemzeti Színházban és a Herman Ottó Múzeumban rendezték.
A Galéria első méltó, és kiállítások rendezésére valóban alkalmas helyszíne a Déryné utca 5. szám alatt lévő, egykori Kereskedők és Gazdák Körének székháza volt. A gazdakör székháza mindig is az egykori Deák (ma Déryné) utcán állt, amit 1929-ben jelentősen átalakítottak, bővítettek, s lényegében ekkor nyerte el mai külső kinézetét. A székházban 1944-ig, a gazdakör feloszlatásáig, több jól sikerült kiállítást és más kulturális rendezvényt tartottak. Az épületet 1967-ben kapta meg a Miskolci Galéria és a Szabó Lőrinc Városi Könyvtár. A kiállítási területen rendezték a Grafikai Biennálékat és a Téli Tárlatokat, de színházművészeti, fotóművészeti, iparművészeti és építészeti kiállításokat is voltak itt. A galéria 1996-ban költözött Széchenyi (Rákóczi) utcai új helyére, a városi könyvtár pedig a Mindszent téri Doleschall-kúriát kapta meg, míg a Déryné utcai épület a Miskolci Nemzeti Színház része lett: itt működik a Kamaraszínház és Játékszín.
A Miskolci Galéria új, immár végleges otthona a felújított és kibővített Széchenyi utcai műemlék Dőry- vagy Rákóczi-házban van. Az emeletes barokk épület, a szomszédos Sötétkapuval együtt jellegzetes pontja a főutcának. Az épületet a gazdag Dőry család építette 1704 előtt, ez volt Miskolc első emeletes polgárháza („felháza”). A hagyomány szerint II. Rákóczi Ferenc többször is megszállt benne, sőt 1706-ban itt, azaz a Dőry-kúriában rendezte be főhadiszállását.
A műemléki részben és a hozzácsatolt újabb szárnyban 300 négyzetméteren lehet megtekinteni az időszaki kiállításokat, de rendszeresek a zenei előadások is, kamarazenei és kóruskoncertek. A régi épület tetőterében a Kondor-gyűjtemény látható 2000 októbere óta. Szervezetileg a galériához tartozik a Petró-ház, a Feledy-ház, az Alkotóház és a Színészmúzeum is, tehát a galéria kiállításai öt helyszínen tekinthetők meg. A Petró-házban (Hunyadi u. 12.), Petró Sándor híres műgyűjtő felújított lakóházában az 1988-ban hazatelepült világhírű grafikus, Szalay Lajos gyűjteménye, a Feledy-házban (Deák tér 3.), az egykori polgárházban, 1989 óta Feledy Gyula gyűjteményes kiállítása látható. A Feledy-ház udvarán található a Múzsák Kertje, ahol emlékfal tiszteleg a térség elhunyt alkotói előtt. A ház a székhelye a Múzsák Kertje Alapítványnak is. A Miskolci Galéria Alkotóházát, az egykori miskolci művésztelepet, szívesen látogatják a fiatal hazai és külföldi képzőművészek. A galériához tartozik még a Színészmúzeum is, amely a Déryné utca 3. szám alatt található.

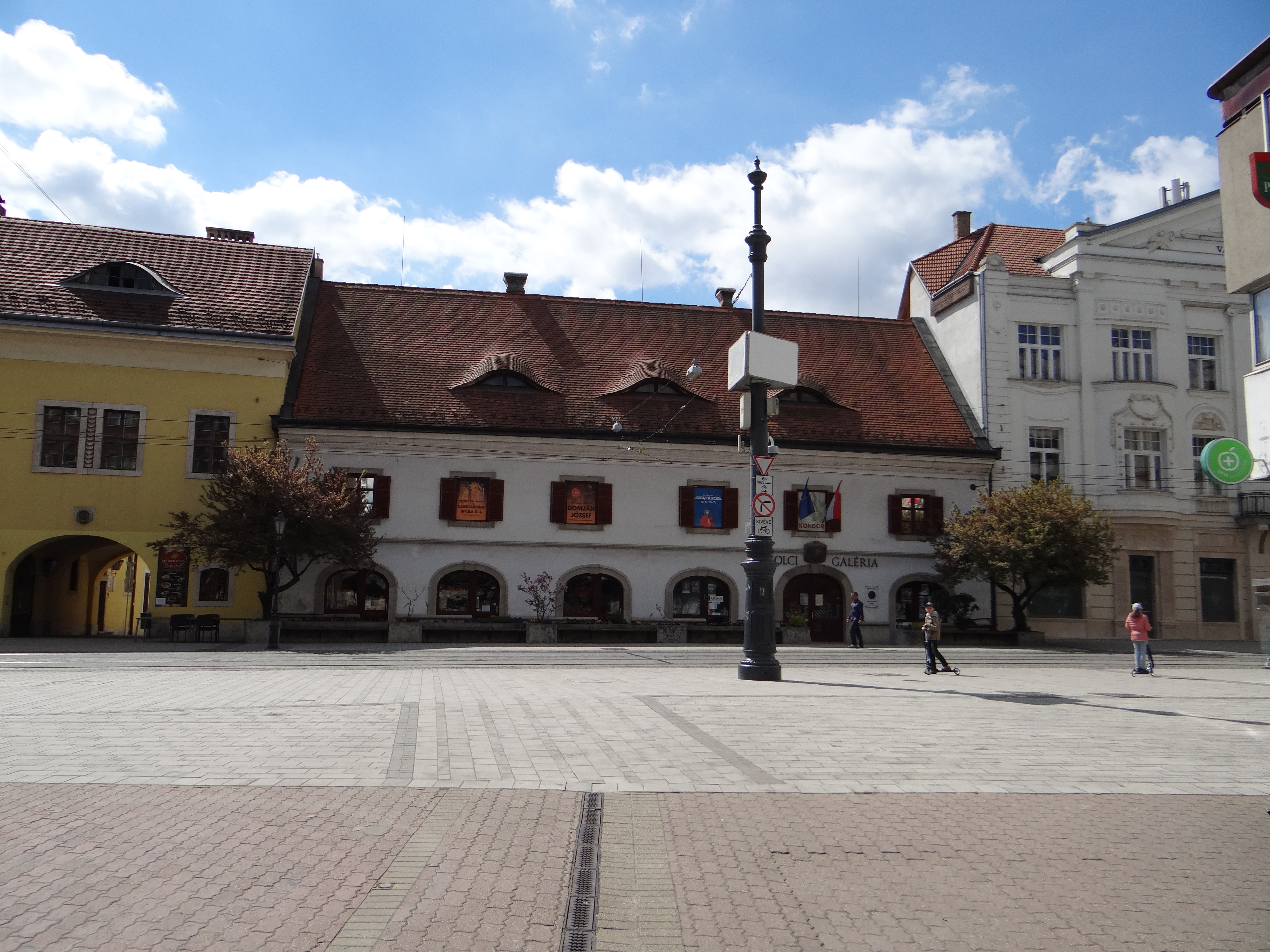
A Galéria épülete
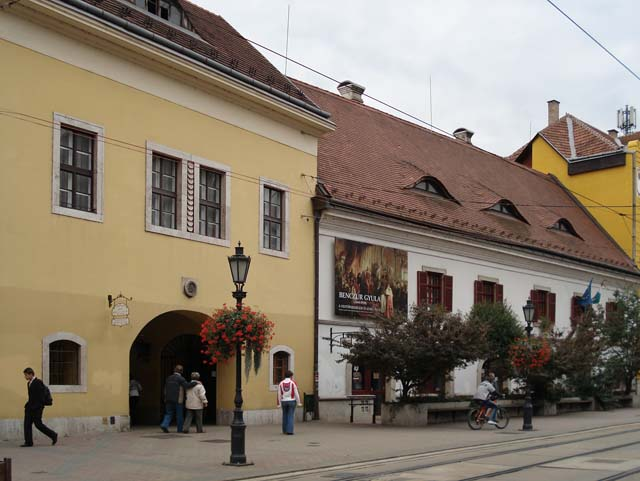
A Sötétkapu és a Miskolci Galéria
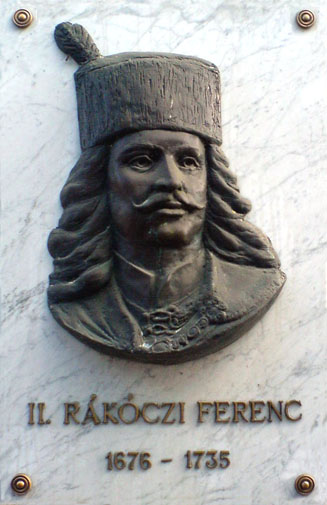
II. Rákóczi Ferenc domborműve a galéria bejáratánál, Jószay Zsolt alkotása
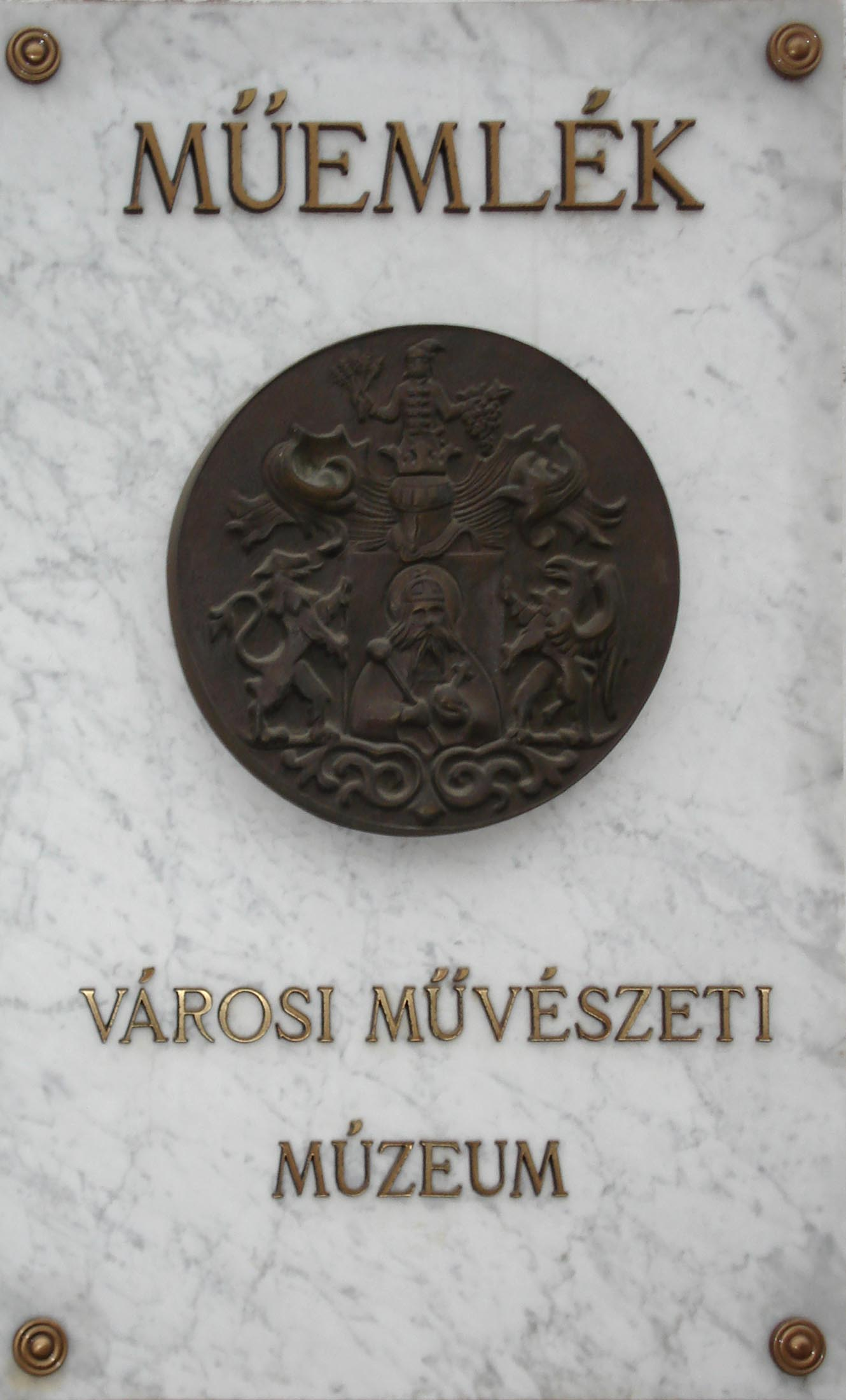
Miskolc város bronz címere a galéria bejáratánál, Jószay Zsolt alkotása
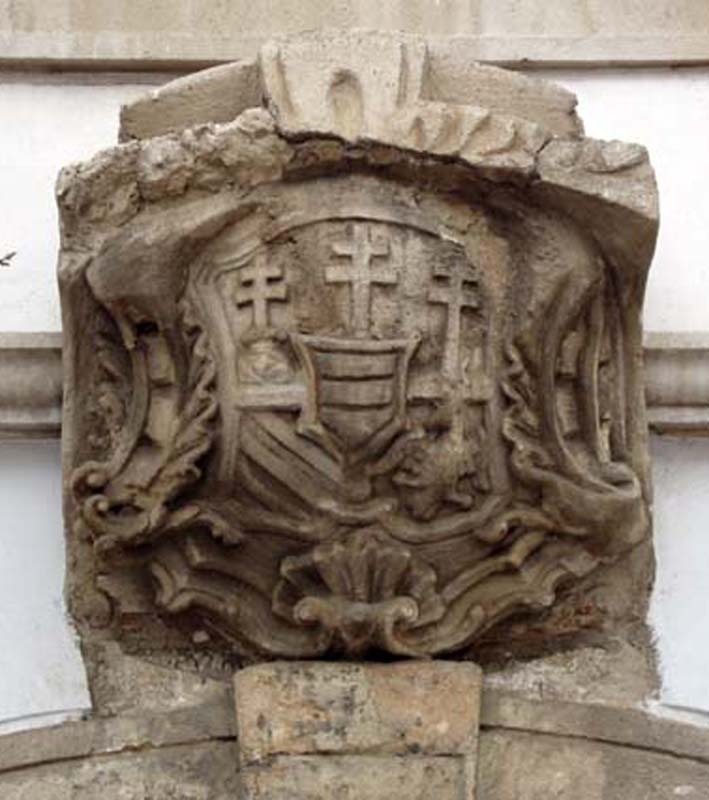
Címer a galéria bejárata fölött
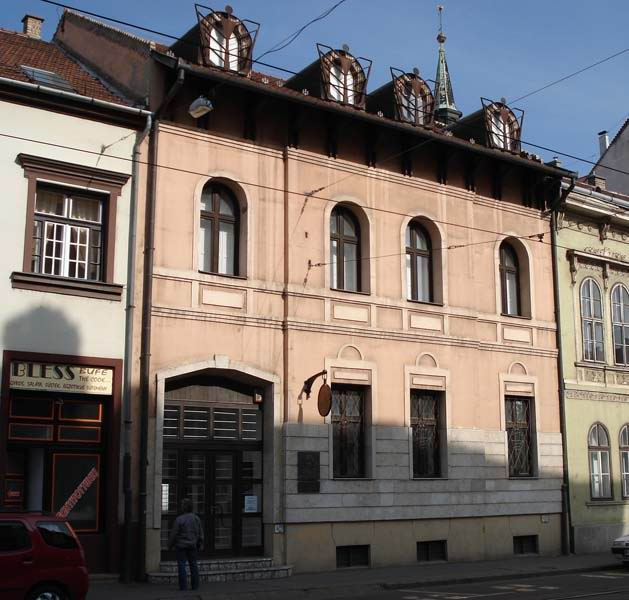
A Petró-ház
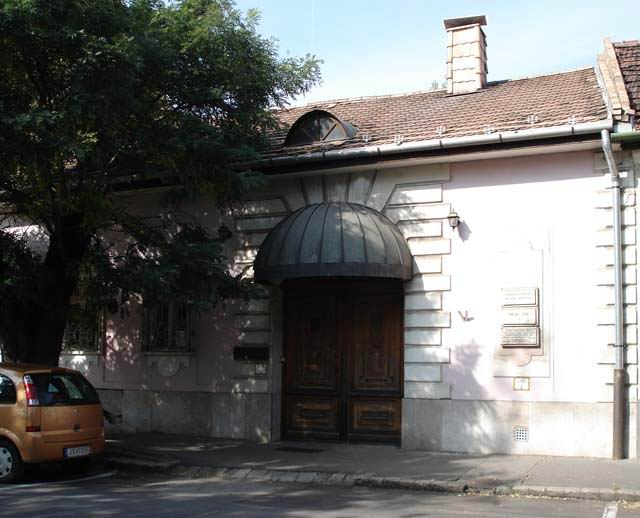
A Feledy-ház a Deák téren
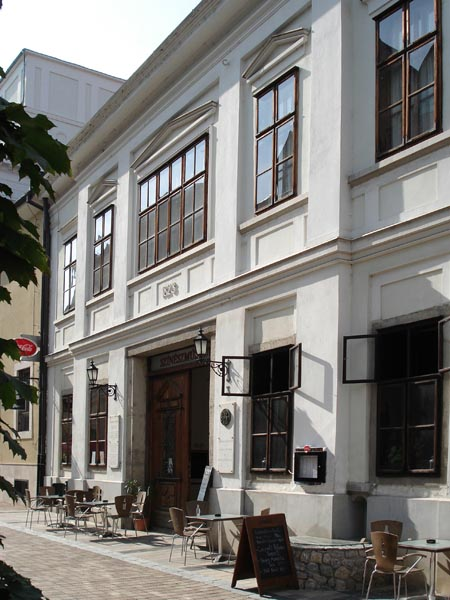
A Színháztörténeti és Színészmúzeum
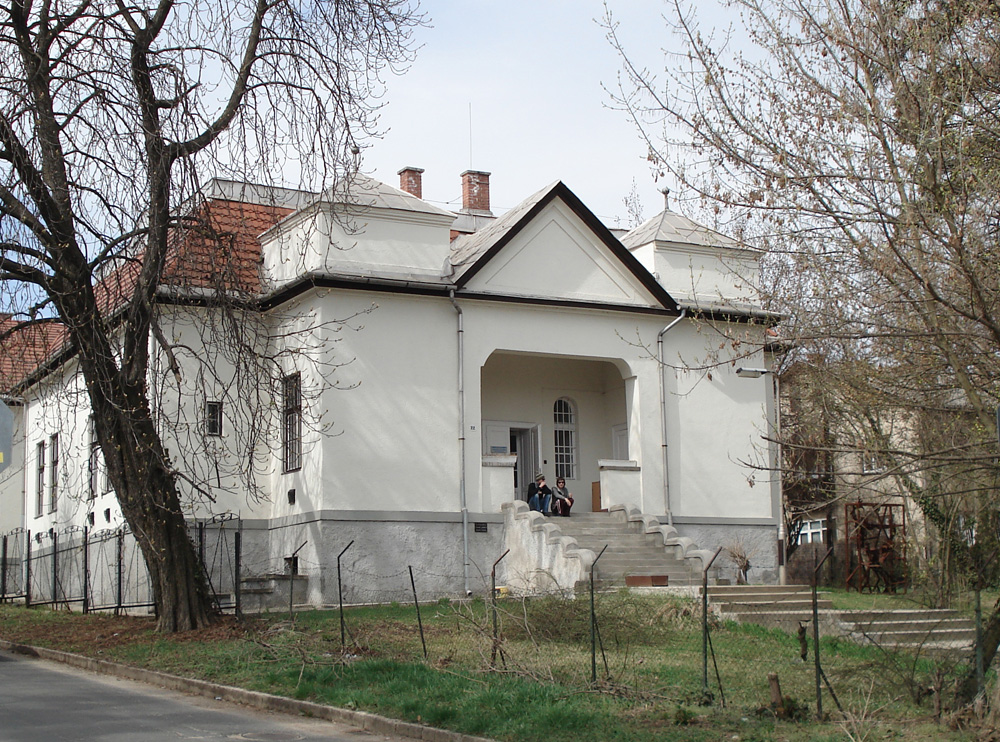
Az Alkotóház (Művésztelep)